# Komitet Pomocy Dzieciom Emigrantów Rosyjskich w Polsce
Komitet Pomocy Dzieciom Emigrantów Rosyjskich w Polsce (ros. Комитет помощи детям русских эмигрантов в Польше) – emigracyjna rosyjska organizacja społeczna w Polsce w latach 20. i 30. XX w.
Komitet został utworzony w kwietniu 1923 r. przy Domie Rosyjskim w Warszawie. Od września tego roku działał przy Rosyjskim Komitecie Opiekuńczym, ale posiadał status autonomiczny, mogąc samodzielnie współpracować z innymi organizacjami emigracyjnymi. Kierownictwo organizacji było wybierane na zjazdach jej członków. Działała komisja rewizyjna. Do zadań Komitetu należało udzielanie wszechstronnej pomocy dzieciom rodzin rosyjskich wojskowych, którzy przebywali w obozach internowania. Po ich rozwiązaniu Komitet wspierał wszystkie dzieci emigrantów rosyjskich zamieszkujących w Polsce. Miał on prawo zakładać sierocińce, przytułki, przedszkola, szkoły, biblioteki, kluby dziecięce, ośrodki leczenia, sanatoria itp. Działał w formie np. rozdawania odzieży i butów, czy przekazywania pieniędzy na leczenie. Wprowadzono system tzw. rodziców chrzestnych dla sierot. Wysyłano członkom Komitetu karty fotograficzne dzieci wymagających szczególnej pomocy. W Warszawie zorganizowano Dom Dziecięcy, składający się z przedszkola i niewielkiego sierocińca-internatu dla dzieci-sierot. Istniała też pensja dla uczniów z różnych miast uczęszczających do rosyjskiej szkoły podstawowej i gimnazjum. Po pewnym czasie otwarto też bibliotekę dziecięcą, w której uzbierano ok. 3 tys. książek rosyjskojęzycznych. Organizowano dla dzieci koncerty muzyczne, tzw. poranki i wieczorki dziecięce, choinki bożonarodzeniowe, uroczystości w święta religijne. Latem dla dzieci w wieku od 3 do 19 lat organizowano obóz letni, na którym każdego roku przebywało ponad 100 osób. W ramach swojej działalności działacze Komitetu starali się w chronić rosyjskie tradycje kulturalne. Komitet aktywnie współpracował z hierarchią prawosławną, społecznymi organizacjami krajowymi i międzynarodowymi, jak Rosyjski Komitet Narodowy Pomocy Dzieciom w Genewie czy Rosyjski Ziemsko-Miejski Komitet Pomocy Obywatelom Rosyjskim w Paryżu, uzyskując od nich znaczne wsparcie materialno-finansowe. Na pocz. lat 30. Komitet zaczął mieć coraz większe problemy finansowe, które doprowadziły do jego zamknięcia w 1935 r. Jego działalność przejął Rosyjski Komitet Opiekuńczy.